# Долњи Требоњин
Долњи Требоњин (чеш. Dolní Třebonín) је насељено мјесто са административним статусом сеоске општине (чеш. obec) у округу Чешки Крумлов, у Јужночешком крају, Чешка Република.

## Становништво
Према подацима о броју становника из 2014. године насеље је имало 1.316 становника.